# ابراهیم جونیور کوریهارا
ابراهیم جونیور کوریهارا (ژاپنی: 栗原 イブラヒム ジュニア؛ زادهٔ ۱۴ اوت ۲۰۰۱) یک بازیکن فوتبال اهل ژاپن است.
از باشگاه‌هایی که در آن بازی کرده‌است می‌توان به باشگاه فوتبال شیمیزو اس-پالس اشاره کرد.